# Lingua iberica
La lingua iberica, con i suoi ipotetici dialetti, è una lingua non indoeuropea, preindoeuropea, e paleoeuropea, parlata e scritta da una popolazione indigena, identificata da fonti greche e romane, che visse nella Spagna orientale. Gli antichi iberi possono essere identificati con una cultura locale documentata tra il VII e I secolo a.C..

## Distribuzione geografica
Attestata da Valencia fino all'estremità nordorientale della Catalogna, la lingua iberica, come tutte le altre lingue paleo-ispaniche eccetto il basco, si estinse tra il I e II secolo d.C., essendo stata gradualmente sostituita dal latino. 

## Classificazione
La lingua iberica non è classificata, ma viene inserita tra le lingue paleo-ispaniche e le lingue preindoeuropee parlate in Europa prima dell'avvento delle migrazioni indoeuropee. È considerata una lingua di tipo agglutinante e a struttura SOV.
Gli alfabeti usati per scrivere sono stati decifrati, mentre la lingua rimane ancora non del tutto conosciuta. Sono stati ipotizzati collegamenti con altre lingue, specialmente con la lingua basca, basati soprattutto sulle similarità tra i due sistemi numerali.

## Sistema di scrittura
La lingua iberica, attestata da Valencia fino all'estremità nordorientale della Catalogna, usa la scrittura iberica nordorientale o iberica, o più spesso chiamata levantina. Le iscrizioni costituiscono il 95% del totale di tutte le scritture paleo-ispaniche, risultando così la più documentata.
Nell'area di Alicante e Murcia, la lingua iberica era scritta usando l'alfabeto greco-iberico.